# Janusz Lewandowicz
Janusz Lewandowicz (ur. 20 grudnia 1963 w Widawie) – polski duchowny katolicki i literaturoznawca, doktor habilitowany, rektor Wyższego Seminarium Duchownego w Łodzi (2000–2013).

## Życiorys
Jest synem Mariana Lewandowicza i Apolonii z d. Maciejewskiej. Ukończył naukę w Liceum Ogólnokształcącym im. T. Kościuszki w Wieluniu (1982). Następnie ukończył studia w Wyższym Seminarium Duchownym w Łodzi (1982–1988). Tytuł magistra teologii uzyskał w 1988 Wydziale Teologicznym Katolickiego Uniwersytetu Lubelskiego na podstawie pracy magisterskiej pt. Dzieje parafii Widawa w latach 1818–1925, następnie został magistrem filologii klasycznej na KUL w 1994, na podstawie pracy Funkcja mitu eschatologicznego w „Fedonie” Platona.
W latach 1995–1997 był asystentem w Katedrze Teatru i Dramatu Antycznego na Katolickim Uniwersytecie Lubelskim, następnie od 1997 wykładowcą w Wyższym Seminarium Duchownym w Łodzi, gdzie wykładał grekę i łacinę. W 1999 pod kierunkiem Roberta Chodkowskiego obronił rozprawę doktorską pt. „Bachantki” Eurypidesa jako dramat religijny na KUL.
W latach 2000–2013 był rektorem Wyższego Seminarium Duchownego w Łodzi. W latach 2003–2009 wykładał literaturę grecką na Katolickim Uniwersytecie Lubelskim. W 2013 uzyskał stypendium w Santa Maria dell’Anima w Rzymie na przeprowadzenie w bibliotekach rzymskich kwerendy do rozprawy habilitacyjnej. W 2018 dokonał habilitacji na Wydziale Nauk Humanistycznych na Uniwersytet Kardynała Stefana Wyszyńskiego w Warszawie, pisząc pracę pt. Klasztory, mnisi, mniszki. Obraz życia monastycznego w „Registrum epistularum” Grzegorza Wielkiego na tle prawa cesarskiego i kościelnego.
Od 1999 jest członkiem Towarzystwa Naukowego Katolickiego Uniwersytetu Lubelskiego jest również członkiem Komisji Filologii Klasycznej Polskiej Akademii Umiejętności.